# Список ботаников-систематиков/E

Список начинающихся на букву E обозначений имён ботаников, которые используются при цитировании научных (латинских) биноминальных названий растений.
Международный кодекс ботанической номенклатуры (МКБН) рекомендует в публикациях на ботанические темы, особенно если они касаются таксономии и номенклатуры, указывать авторов названий таксонов. Указание авторов названий таксонов следует выполнять в соответствии с правилами и советами, приведёнными в МКБН. В частности, в МКБН дана рекомендация использовать при цитировании авторов таксонов опубликованную в 1992 году книгу Браммита и Пауэлл Authors of plant names с уточнениями и дополнениями, соответствующими сведениям из баз данных International Plant Names Index и Index Fungorum.
Список обозначений содержит:
- стандартную форму обозначения,
- имя на русском языке (если известно),
- имя на родном языке персоны (или на английском),
- год рождения или годы жизни; в некоторых случаях дан год первой публикации (пометка fl.), в которой использовано данное обозначение.

## Список
- E.-J.Gilbert — Жильбер, Эдуард-Жан (фр. Edouard-Jean Gilbert, 1888—1954)
- E.A.Bruce — Брюс, Эйлин Аделаида (англ. Eileen Adelaide Bruce, 1905—1955)
- E.A.Busch — Буш, Елизавета Александровна (1886—1960)[1]
- E.Aguirre — Агирре Леон, Эрнесто (Ernesto Aguirre León, 1951—)
- E.B.Alexeev — Алексеев, Евгений Борисович (1946—1987)
- E.C.Hall — Edwin Cuthbert Hall, 1874—1953
- E.Cordus — Эвриций Кордус (лат. Euricius Cordus, 1486—1535)[2]
- E.D.Clarke — Кларк, Эдвард Даниэль (англ. Edward Daniel Clarke, 1769—1822)
- E.Dahl — Даль, Эйлиф (норв. Eilif Dahl, 1916—1993)
- E.Desv. — Дево, Этьен-Эмиль (фр. Étienne-Émile Desvaux, 1830—1854)
- E.F.Anderson — Андерсон, Эдвард Фредерик (англ. Edward Frederick Anderson, 1932—2001)
- E.Forbes — Форбс, Эдвард (англ. Edward Forbes, 1815—1854)
- E.Forst. — Edward Forster, 1765—1849
- E.Fourn. — Фурнье, Эжен Пьер Николя (фр. Eugène Pierre Nicolas Fournier, 1834—1884)
- E.G.H.Oliv. — Оливер, Эдвард Джордж Хадсон (англ. Edward George Hudson Oliver, 1938—)
- E.G.Philippov — Филиппов Е. Г.
- E.H.Wilson — Вильсон, Эрнест Генри (англ. Ernest Henry Wilson, 1876—1930)[3]
- É.Huet — Юэ Дюпавийон, Эдуард (фр. Édouard Huet du Pavillon, 1819—1908)
- E.James — Джеймс, Эдвин (англ. Edwin James, 1797—1861)[4]
- E.L.Wolf — Вольф, Эгберт Людвигович (1860—1931)
- E.M.Friis — Фрийс, Эльзе (дат. Else Marie Friis, 1947—)
- E.M.Benn. — Eleanor Marion Bennett, 1942—
- E.Martens — Мартенс, Карл Эдуард фон (нем. Carl Eduard von Martens, 1831—1904)
- E.Mey. — Майер, Эрнст Генрих Фридрих (нем. Ernst Heinrich Friedrich Meyer, 1791—1858)
- E.Morren — Морран, Шарль Жак Эдуард (фр. Charles Jacques Édouard Morren, 1833—1886)[5]
- E.O.Campb. — Кэмпбелл, Элла Орр (англ. Ella Orr Campbell, 1910—2003)
- E.P.Perrier — Перье-де-ла-Бати, Эжен Пьер (фр. Eugène Pierre Perrier de la Bâthie, 1825—1916)[6]
- E.Peter — Elfriede Peter, 1905—
- E.Phillips — Филлипс, Эдвин Перси (англ. Edwin Percy Phillips, 1884—1967)
- E.Pritz. — Притцель, Эрнст Георг (нем. Ernst Georg Pritzel, 1875—1946)
- E.S.Kuprian. — Куприянова, Е. С., fl. 1981
- E.Salisb. — Солсбери, Эдуард Джеймс (Солсбери, Эдвард Джеймс, 1886—1978)
- E.Small — Ernest Small, 1940—
- E.Stearns — Stearns, Elmer, fl. 1912
- E.Vilm. — Elisa de Vilmorin, 1826—1868
- E.W.Berry — Берри, Эдвард Уилбер (англ. Edward W. Berry, 1875—1945)
- E.Wimm. — Виммер, Франц Эльфрид (нем. Franz Elfried Wimmer, 1881—1961)
- E.Wulff — Вульф, Евгений Владимирович (1885—1941)
- Earle — Эрл, Франклин Самнер (англ. Franklin Sumner Earle, 1856—1929)
- Eastw. — Иствуд, Элис (англ. Alice Eastwood, 1859—1953)
- Eaton — Итон, Эймос (англ. Amos Eaton, 1776—1842)
- Eckenw. — Экенвальдер, Джеймс Эмори (англ. James Emory Eckenwalder, 1949—)
- Eckl. — Эклон, Христиан Фридрих (Эклон, Христиан Фредерик, 1795—1868)[7]
- Edgew. — Эджуорт, Майкл Пакенем (англ. Michael Pakenham Edgeworth, 1812—1881)
- Edwards — Эдвардс, Сиденем (англ. Sydenham Teast Edwards, 1769—1819)[8]
- Eggl. — Эгглстон, Уиллард Вебстер (англ. Willard Webster Eggleston, 1863—1935)[9]
- Egor. — Егорова, Татьяна Владимировна (1930—2007)[10]
- Eguiluz — Эгилус, Теобальдо (Teobaldo Eguiluz Piedra, fl. 1983)
- Ehrh. — Эрхарт, Якоб Фридрих (нем. Jakob Friedrich Ehrhart, 1742—1795)
- Ehrenb. — Эренберг, Христиан Готфрид (нем. Christian Gottfried Ehrenberg, 1795—1876)
- Ehrend. — Эрендорфер, Фридрих (нем. Friedrich Ehrendorfer, 1927—)
- Ehret — Эрет, Георг (нем. Georg Dionysius Ehret, 1708—1770)
- Eichler — Эйхлер, Август Вильгельм (нем. August Wilhelm Eichler, 1839—1887)
- Eig — Эйг, Александр (ивр. אלכסנדר איג‎, 1894—1938)
- Ekman — Экман, Эрик Леонард (швед. Erik Leonard Ekman, 1883—1931)
- Elenevsky — Еленевский, Андрей Георгиевич (1928—2010)
- Elenkin — Еленкин, Александр Александрович (1873—1942)
- Elfving — Эльвинг, Фредрик (фин. Fredrik Emil Wolmar Elfving, 1854—1942)
- Elisens — Wayne J. Elisens, 1948—
- Elladi — E.V. Elladi, 1889—
- Elliott — Эллиотт, Стивен (англ. Stephen Elliott, 1771—1830)[11]
- Elmer — Элмер, Адольф Дэниел Эдвард (англ. Adolph Daniel Edward Elmer, 1870—1942)
- Elwes — Элвис, Генри Джон (англ. Henry John Elwes, 1846—1922)
- Emory — Эмори, Уильям Хемсли (англ. William H. Emory, 1811—1887)
- Endl. — Эндлихер, Штефан Ладислаус (нем. Stephan Friedrich Ladislaus Endlicher, 1804—1849)
- Engelm. — Энгельманн, Джордж (англ. George Engelmann, 1809—1884)
- Engl. — Энглер, Адольф Генрих Густав (нем. Heinrich Gustav Adolf Engler, 1844—1930)
- Enquist — Marshall F. Enquist, fl. 1995
- Epling — Эплинг, Карл Клосон (англ. Carl Clawson Epling, 1894—1968)
- Ernst — Эрнст, Адольф (нем. Adolfo Ernst, 1832—1899)
- Eschsch. — Эшшольц, Иоганн Фридрих фон (нем. Johann Friedrich Gustav von Eschscholtz, 1793—1831)
- Essenova — Эсенова Х. Е., 1936—
- Etl. — Этлингер, Андреас Эрнст (Andreas Ernst Etlinger, fl. 1777)
- Ettingsh. — Эттингсхаузен, Константин, 1826—1897
- Ewart — en:Alfred James Ewart, 1872—1937
- Exell — Экселл, Артур Уоллис (англ. Arthur Wallis Exell, 1901—1993)

### Комментарии
1. ↑  Вариант обозначения: E.Busch
2. ↑  Долиннеевский ботаник. Названия, опубликованные им до 1 мая 1753 года, не считаются действительно опубликованными с точки зрения Международного кодекса ботанической номенклатуры, в связи с чем в современной научной литературе это обозначение практически не встречается.
3. ↑  Устаревшее обозначение автора: Wils.
4. ↑  В советское время применяли сокращение James, которое теперь указывает на учёного Thomas Potts James, 1803—1882
5. ↑  Устаревшее обозначение автора: Morr.
6. ↑  Ранее применяли сокращение Perrier, которое теперь указывает на учёного Alfred Perrier, 1809—1866
7. ↑  Вариант обозначения: Ecklon
8. ↑  Ранее сокращение Edwards использовалось для обозначения другого учёного — Alexander Edwards 1904—
9. ↑  Ранее использовалось сокращение: Egglest.
10. ↑  Стандартное сокращение: T.V.Egorova
11. ↑  Устаревшее обозначение автора: Ell.